# Einkehrhaus Waidmannsruh

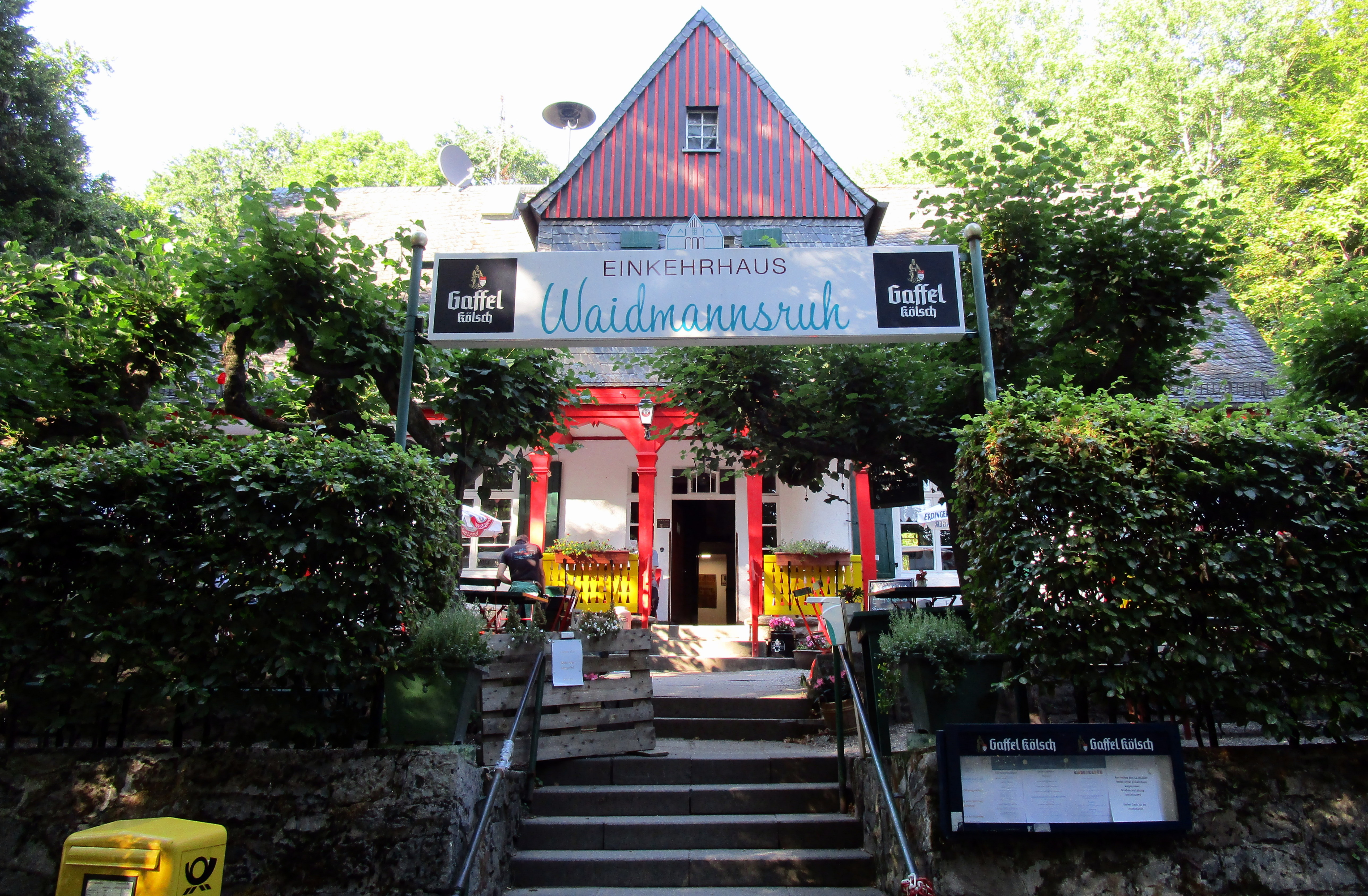
Einkehrhaus Waidmannsruh (2022)

Das Einkehrhaus Waidmannsruh (auch Einkehrhäuschen) in Königswinter, einer Stadt im nordrhein-westfälischen Rhein-Sieg-Kreis, ist ein Ausflugslokal im Siebengebirge. Es gilt auch aufgrund seiner Bedeutung für die Entwicklung des Fremdenverkehrs im Siebengebirge als denkmalwert.

## Lage
Das Einkehrhaus liegt inmitten des Naturparks und Naturschutzgebiets Siebengebirge, an der Nordostseite des Nonnenstrombergs nordwestlich der Burgruine Rosenau auf knapp 270 m ü. NHN. Es ist unter anderem über eine asphaltierte, nicht öffentliche Zufahrtsstraße (Rosenauer Weg) von der südlich verlaufenden Landesstraße 331 (Königswinter–Ittenbach) angebunden.

## Geschichte
Das Einkehrhaus entstand 1926 nach einem Entwurf des Architekten und Landesbaurats Theodor Wildeman in Anlehnung an den Heimatschutzstil als Blockhaus. Auftraggeberin für den Bau war Emma Bachem, Abgeordnete im Preußischen Landtag, die gegenüber dem Ausflugslokal die – nicht umgesetzte – Errichtung einer Kapelle zum Gedenken an Gefallene des Ersten Weltkriegs plante. Ein ursprünglicher Laubengang als Teil einer Veranda wurde 1930 durch die Schließung der Arkaden als Gastraum bzw. Caféhaus in das Gebäudeinnere integriert. Den Zweiten Weltkrieg überstand das in dieser Zeit als Zufluchtsort der Besitzerfamilie dienende Einkehrhaus weitgehend unbeschadet. Es wurde mindestens bis in die 1980er-Jahre auch als Hotel betrieben.

## Architektur
Das Einkehrhaus ist ein eingeschossiger Putzbau, der sich stilistisch dem Expressionismus zurechnen lässt. Der von Holzsäulen getragene Mitteleingang befindet sich in einem Giebelhaus (unten verschiefert, oben verbrettert). Das Außengelände besteht aus einer Terrasse, die von einer Brüstungsmauer abgeschlossen wird und auch eine Buchenreihe umfasst.

„In reduzierter Form findet sich [beim Einkehrhaus Waidmannsruh] der Typus des Margarethenhofs als Blockhaus wieder. Der Architekt hat bewußt an die Tradition des Laubenhausmotivs im Rheinland angeknüpft.“